# Великозагорівська сільська рада
Великозаго́рівська сільська́ ра́да — адміністративно-територіальна одиниця та орган місцевого самоврядування в Борзнянському районі Чернігівської області. Адміністративний центр — село Велика Загорівка.

## Загальні відомості
- Територія ради: 75,25 км²
- Населення ради: 1 609 осіб (станом на 2001 рік)

Великозагорівська сільська рада зареєстрована 1921 року. Стала однією з 26-ти сільських рад Борзнянського району і одна з 16-ти, яка складається більше, ніж з одного населеного пункту.

## Населені пункти
Сільській раді були підпорядковані населені пункти:
- с. Велика Загорівка (1562 особи)
- с. Степ (47 осіб)

## Освіта
На території сільради діє Великозагорівська ЗОШ І-ІІІ ст.

## Склад ради
Рада складалася з 16 депутатів та голови.
- Голова ради: Кравченко Сергій Михайлович
- Секретар ради: Смалій Олена Петрівна

### Керівний склад попередніх скликань
| Прізвище, ім'я, по батькові | Основні відомості                                                                       | Дата обрання | Дата звільнення |
| --------------------------- | --------------------------------------------------------------------------------------- | ------------ | --------------- |
| Кравченко Сергій Михайлович | Сільський голова, 1965 року народження, освіта середня спеціальна, член Народної партії | 26.03.2006   | 31.10.2010      |
| Кравченко Сергій Михайлович | Сільський голова, 1965 року народження, освіта середня спеціальна, член Народної партії | 31.10.2010   |                 |

Примітка: таблиця складена за даними сайту Верховної Ради України

### Депутати
За результатами місцевих виборів 2010 року депутатами ради стали:

#### За суб'єктами висування
| Суб'єкт висування                                       | Кількість обраних депутатів | %    |
| ------------------------------------------------------- | --------------------------- | ---- |
| Політична партія Всеукраїнське об'єднання «Батьківщина» | 7                           | 43,8 |
| Народна партія                                          | 5                           | 31,3 |
| Партія регіонів                                         | 4                           | 25   |

#### За округами
| № округу                                                | Прізвище, ім'я, по батькові    | Дата визнання обраним | Освіта             | Партійна приналежність                        | Відомості про обраного депутата                          |
| ------------------------------------------------------- | ------------------------------ | --------------------- | ------------------ | --------------------------------------------- | -------------------------------------------------------- |
| Народна Партія                                          |                                |                       |                    |                                               |                                                          |
| 1                                                       | Смалій Олена Петрівна          | 01.11.2010            | вища               | член Народної партії                          | Великозагорівська сільська рада, секретар                |
| 2                                                       | Леонова Тамара Михайлівна      | 01.11.2010            | середня            | член Народної партії                          | тимчасово не працює                                      |
| 5                                                       | Стойко Микола Савич            | 01.11.2010            | середня спеціальна | член Народної партії                          | приватний підприємець                                    |
| 6                                                       | Сірик Валентина Семенівна      | 01.11.2010            | вища               | член Народної партії                          | Великозагорівська сільська рада, спеціаліст ІІ категорії |
| 10                                                      | Бабич Віра Іванівна            | 01.11.2010            | вища               | член Народної партії                          | Великозагорівська сільськарада, головний бухгалтер       |
| Партія регіонів                                         |                                |                       |                    |                                               |                                                          |
| 7                                                       | Рябчун Галина Миколаївна       | 01.11.2010            | вища               | член Партії регіонів                          | ДП «Агроінвест», економіст                               |
| 11                                                      | Карацюба Любов Михайлівна      | 01.11.2010            | вища               | член Партії регіонів                          | ДП «Агроінвест», комірник                                |
| 12                                                      | Табацький Олександр Михайлович | 01.11.2010            | середня            | член Партії регіонів                          | Великозагорівське автотранспортне підприємство, водій    |
| 13                                                      | Швигар Микола Іванович         | 01.11.2010            | середня            | член Партії регіонів                          | тимчасово не працює                                      |
| Політична партія Всеукраїнське об'єднання «Батьківщина» |                                |                       |                    |                                               |                                                          |
| 3                                                       | Міняйло Катерина Олександрівна | 01.11.2010            | вища               | член Всеукраїнського об'єднання «Батьківщина» | пенсіонер                                                |
| 4                                                       | Журко Надія Григорівна         | 01.11.2010            | вища               | член Всеукраїнського об'єднання «Батьківщина» | пенсіонер                                                |
| 8                                                       | Леоненко Наталія Іванівна      | 01.11.2010            | вища               | член Всеукраїнського об'єднання «Батьківщина» | тимчасово не працює                                      |
| 9                                                       | Голяк Михайло Іванович         | 01.11.2010            | середня            | член Всеукраїнського об'єднання «Батьківщина» | тимчасово не працює                                      |
| 14                                                      | Савелій Оксана Вікторівна      | 01.11.2010            | середня            | член Всеукраїнського об'єднання «Батьківщина» | Великозагорівське відділення зв"язку, листоноша          |
| 15                                                      | Лисечко Оксана Вікторівна      | 01.11.2010            | вища               | член Всеукраїнського об'єднання «Батьківщина» | Великозагорівська будинок культури, художній керівник    |
| 16                                                      | Бойко Олексій Іванович         | 01.11.2010            | вища               | член Всеукраїнського об'єднання «Батьківщина» | Великозагорівське комунальне підприємство, директор      |